# Iré-le-Sec
Iré-le-Sec település Franciaországban, Meuse megyében. Lakosainak száma 151 fő (2022. január 1.). Iré-le-Sec Flassigny, Bazeilles-sur-Othain, Juvigny-sur-Loison, Louppy-sur-Loison, Marville, Montmédy és Remoiville községekkel határos.

## Népesség
A település népességének változása:
| Lakosok száma | 178  | 153  | 133  | 151  | 158  | 155  | 154  | 154  | 155  | 151  |
|               | 1968 | 1982 | 1990 | 2006 | 2013 | 2015 | 2017 | 2019 | 2020 | 2022 |